# Caravonica
Caravonica – miejscowość i gmina we Włoszech, w regionie Liguria, w prowincji Imperia.
Według danych na rok 2004 gminę zamieszkuje 309 osób, gęstość zaludnienia wynosi 77,2 os./km².